# Sepx
Sepx település Franciaországban, Haute-Garonne megyében. Lakosainak száma 200 fő (2022. január 1.). Sepx Aulon, Castillon-de-Saint-Martory, Cazeneuve-Montaut, Latoue és Proupiary községekkel határos.

## Népesség
A település népessége az elmúlt években az alábbi módon változott:
| Lakosok száma | 217  | 186  | 157  | 149  | 217  | 224  | 224  | 210  | 207  | 200  |
|               | 1968 | 1982 | 1990 | 2006 | 2013 | 2015 | 2017 | 2019 | 2020 | 2022 |